# ديريك روبرتسون
ديريك روبرتسون (بالإنجليزية: Derek Robertson)‏ (12 فبراير 1949 - 29 يناير 2015) هو لاعب كرة قدم إسكتلندي في مركز حراسة المرمى.

## وصلات خارجية
- ديريك روبرتسون على موقع قاعدة بيانات كرة القدم.إي يو (الإنجليزية)